# 岩国信用金庫

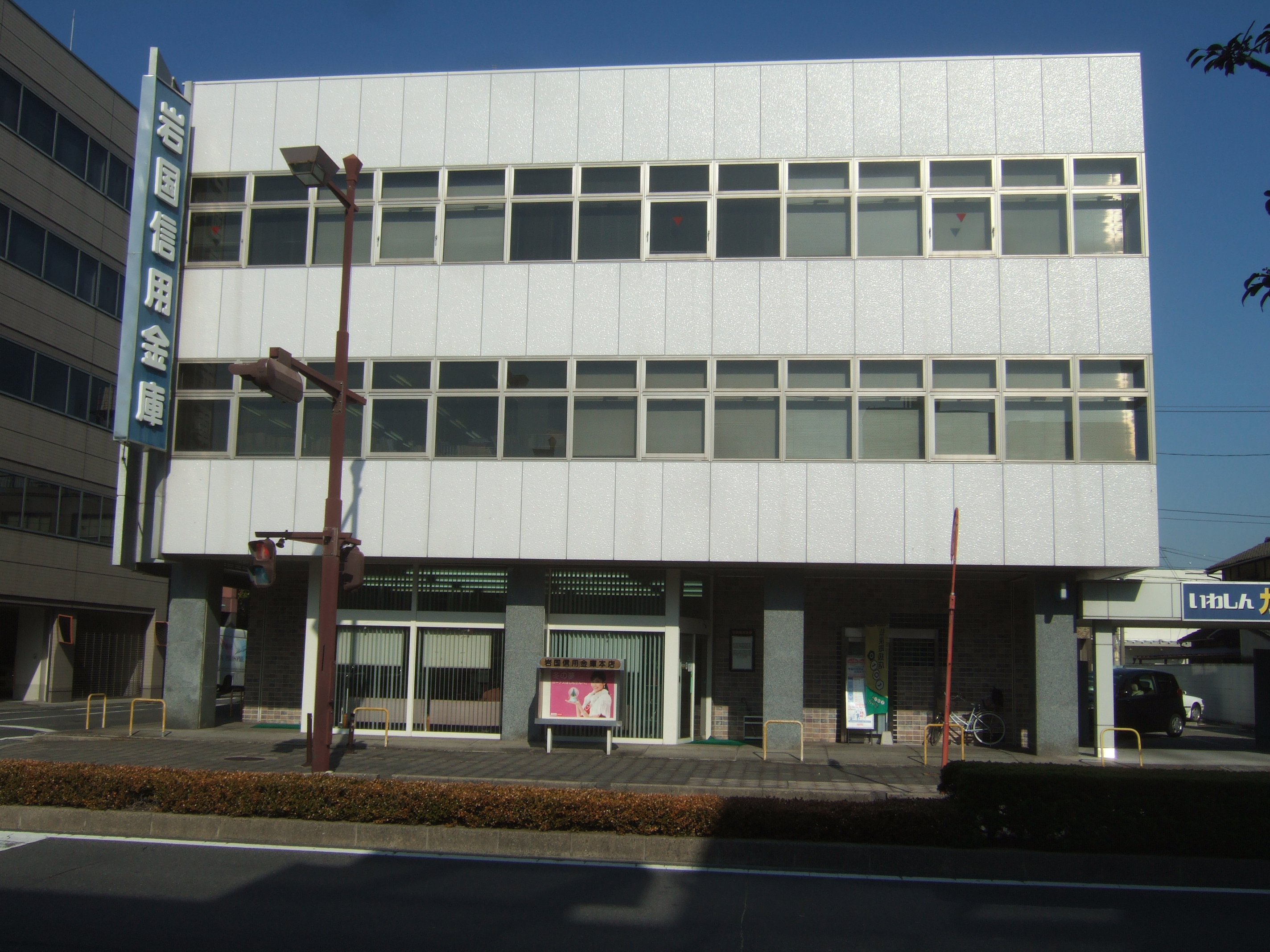
岩国信用金庫本店
（2008年12月2日撮影）

岩国信用金庫（いわくにしんようきんこ）とは、かつて2009年10月まで存在し、山口県岩国市麻里布町に本店を置いていた信用金庫である。通称はいわしん。

## 概要
岩国市内に7店舗の支店を配置した。営業エリアは岩国市の他、玖珂郡和木町、大島郡周防大島町、広島県大竹市、島根県鹿足郡吉賀町（旧六日市町エリアのみ）。店外ATMを岩国駅・フジグラン岩国店・海上自衛隊岩国基地内に設置していた。業務提携によって広島銀行（個別提携）・山口銀行（YSネットサービス）のATMも利用可能であった。

## 沿革
- 1910年（明治43年）3月 - 有限責任岩国信用組合として設立。
- 1943年（昭和18年）6月 - 市街地信用組合法に基づく岩国信用組合に改組。
- 1950年（昭和25年）4月 - 中小企業等協同組合法に基づく協同組合岩国信用組合に改組。
- 1951年（昭和26年）10月 - 信用金庫法に基づく岩国信用金庫に改組。
- 2008年（平成20年）11月14日 - 下関市に本店を置く西中国信用金庫および下関市職員信用組合と対等合併することで基本合意。
- 2009年（平成21年）5月18日（窓口最終営業日：2009年5月15日） - 新港・東の2支店を本店へ、藤生支店を南岩国支店へ、それぞれ統廃合を実施（これにより、当金庫の店舗数は7ヶ店に）。[1]
- 2009年（平成21年）10月13日 - 当金庫と下関市職員信用組合は西中国信用金庫に合併され、解散。